# Michałowice (Ukraina)
Michałowice (ukr. Михайлевичі) – wieś w rejonie drohobyckim obwodu lwowskiego na Ukrainie.
Znajduje tu się przystanek kolejowy Michałowice, położony na linii Stryj – Sambor.